# David Miller (diretor)
David Miller (Paterson, 28 de novembro de 1909 – 14 de abril de 1992) foi um diretor de cinema americano que dirigiu filmes variados como Billy the Kid (1941) com Robert Taylor e Brian Donlevy, Flying Tigers (1943) com John Wayne e Love Happy (1949) com os irmãos Marx.
Miller dirigiu Lonely Are the Brave (1962) com Kirk Douglas; Emanuel Levy escreveu em 2009 que "é o filme mais bem realizado de David Miller, que dirige com eloquente sentimento de paisagem e atenção ao personagem". Outros acham que a obra-prima do filme de Miller é seu thriller Noir de 1952, com Joan Crawford, Sudden Fear, co-estrelando os incríveis e aterradores Jack Palance e Gloria Grahame no seu mais magnífico papel. Além disso, Sudden Fear foi indicado a quatro Oscar de Melhor Atriz (Crawford); Melhor Ator (Palance); Melhor Figurino; e Melhor Cinematografia Charles Lang. Esta seria a primeira vez que Crawford competia com sua arquirrival Bette Davis como Melhor Atriz. Ambos perderam para Shirley Booth por sua atuação em Come Back Little Sheba.

## Filmografia
- India Speaks (1933) - editor
- Trained Hoofs (1935)
- Crew Racing (1935)
- Let's Dance (1936)
- Table Tennis (1936)
- Hurling (1936)
- Dexterity (1937)
- Penny Wisdom (1937)
- Tennis Tactics (1937)
- Equestrian Acrobats (1937)
- La Savate (1938)
- It's in the Stars (1938)
- Fisticuffs (1938)
- Nostradamus (1938)
- The Great Heart (1938)
- Ice Antics (1939)
- Drunk Driving (1939)
- The Happiest Man on Earth (1940)
- More About Nostradamus (1941)
- Billy the Kid (1941)
- Sunday Punch (1942)
- Further Prophecies of Nostradamus (1942)
- Flying Tigers (1942)
- Seeds of Destiny (1946)
- Top o' the Morning (1949)
- Love Happy (1949)
- Our Very Own (1950)
- Saturday's Hero (1951)
- Sudden Fear (1952)
- Twist of Fate a.k.a. Beautiful Stranger (1954)
- Diane (1956)
- The Opposite Sex (1956)
- The Story of Esther Costello (1957)
- Happy Anniversary (1959)
- Midnight Lace (1960)
- Back Street (1961)
- Lonely Are the Brave (1962)
- Captain Newman, M.D. (1963)
- The Bells Of Hell Go Ting-a-ling-a-ling (1966: inacabado)
- Hammerhead (1968)
- Hail, Hero! (1969)
- Executive Action (1973)
- Bittersweet Love (1976)